# Домінік Віллар
Домінік Віллар (фр. Dominique Villars) — французький лікар і ботанік. Його основна робота — «Histoire des plantes du Dauphiné», опублікована між 1786 і 1789 роками; у ній описано ≈ 2700 видів після більш ніж двадцятирічних спостережень у регіоні Дофіне на південному сході Франції. Його гербарії та ботанічні рукописи зберігаються в Музеї природи в Греноблі.

## Біографія
Батько, писар у дворянина, навчив його грамоти. Його першим інтересом до ботаніки був догляд за худобою, якою володіла родина. Його батько загинув, а мати відправила його в Гап, приблизно за 15 кілометрів на південь, щоб навчатися юриспруденції. Там він мав доступ до різних підручників з медицини. Коли йому було 16, його мати домовилася про одруження з багатою осиротілою дівчиною із сусіднього села. У шлюбі було п'ятеро дітей. У 1766 році він зустрів абата Домініка Шая (1730–1799), який знову надихнув його на ботаніку і познайомив з творчістю Карла фон Ліннея. Наприкінці 1960-х Віллар вирішив вивчати медицину в Греноблі. Там він справив враження на вищого провінційного чиновника Пажу де Маршеваля (фр. Pajot de Marcheval), який нагородив студента стипендією. На додаток до навчання він збирав рослини та влаштував гербарій. У 1775 і 1776 роках він був учасником геологічної дослідницької поїздки по Дофіне, яку очолював Етьєн Гетар (фр. Étienne Guettard) (1715–1786). Також Гетар дозволив Віллару поїхати до Парижа в 1777 р., де він мав можливість познайомитися з відомими вченими того часу або їхніми працями. 1778 року він здобув ступінь доктора у Валансі. Пажу де Маршеваль запропонував йому посаду директора ботанічного саду в Греноблі та викладацьку посаду в місцевій лікарні, що означало, що науковець був фінансово забезпечений. Віллар розподілив свій час між двома сферами інтересів: він збирав і досліджував рослини з цієї місцевості, але також працював лікарем. Наприклад, він лікував Ю. Бернадота, який згодом став королем Швеції та Норвегії, який марно намагався найняти Віллара як свого особистого лікаря. Через Французьку революцію він втратив усі офіси в Греноблі. У 1796 році він став членом Академії наук. З 1805 року викладав у Страсбурзі, де також став деканом університету.

## Праці
- Histoire des plantes du Dauphiné. 1786–1789
- Prospectus de l'histoire des plantes de Dauphiné. 1779
- Catalogue méthodique des plantes du jardin de Strasbourg. 1807

## Вшанування
На його честь було названо рід Villarsia Vent. з родини бобівникових (Menyanthaceae).